# Literaturhaus – Deutsche Bibliothek Den Haag

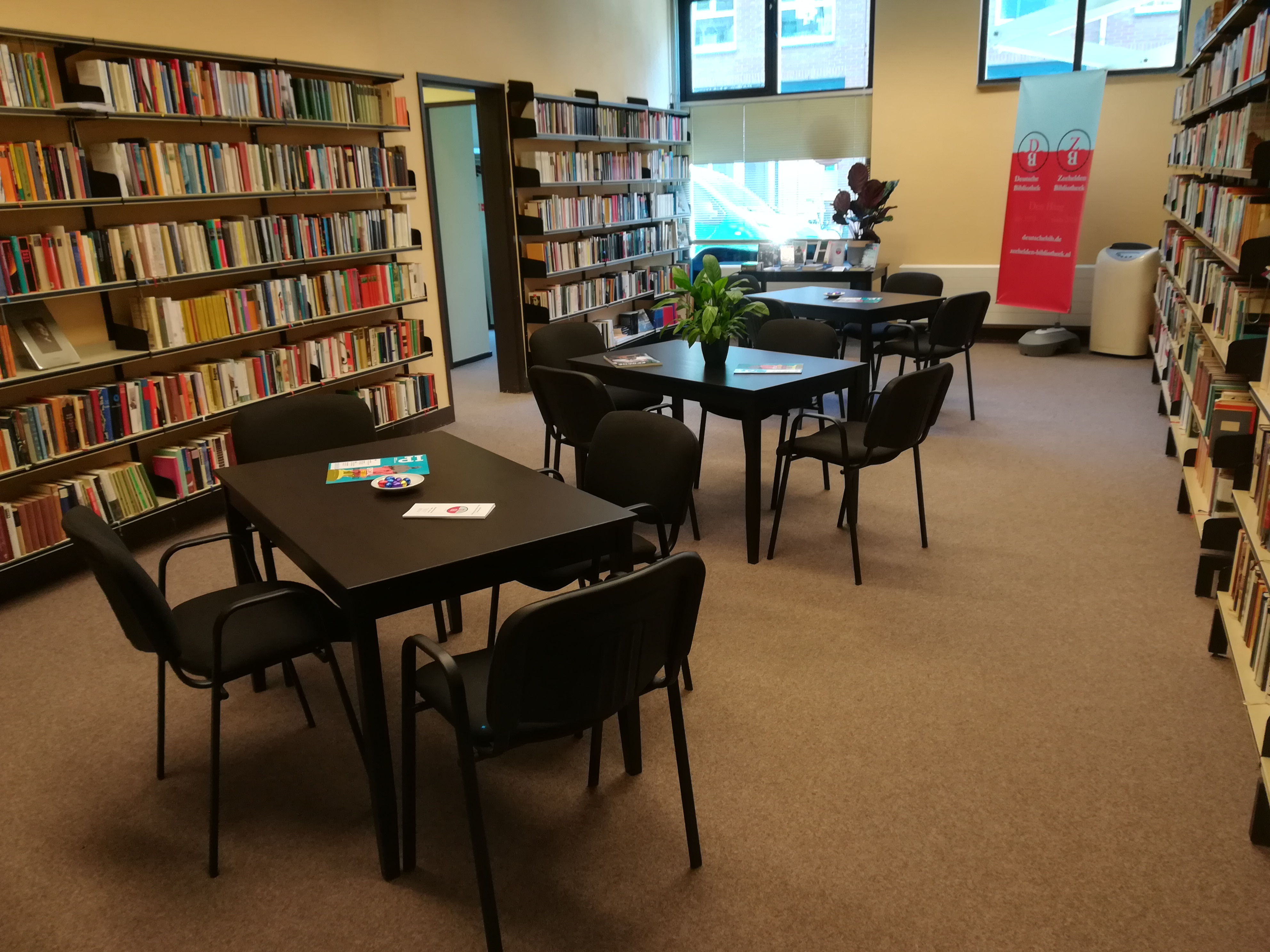
Großer Bibliotheksraum

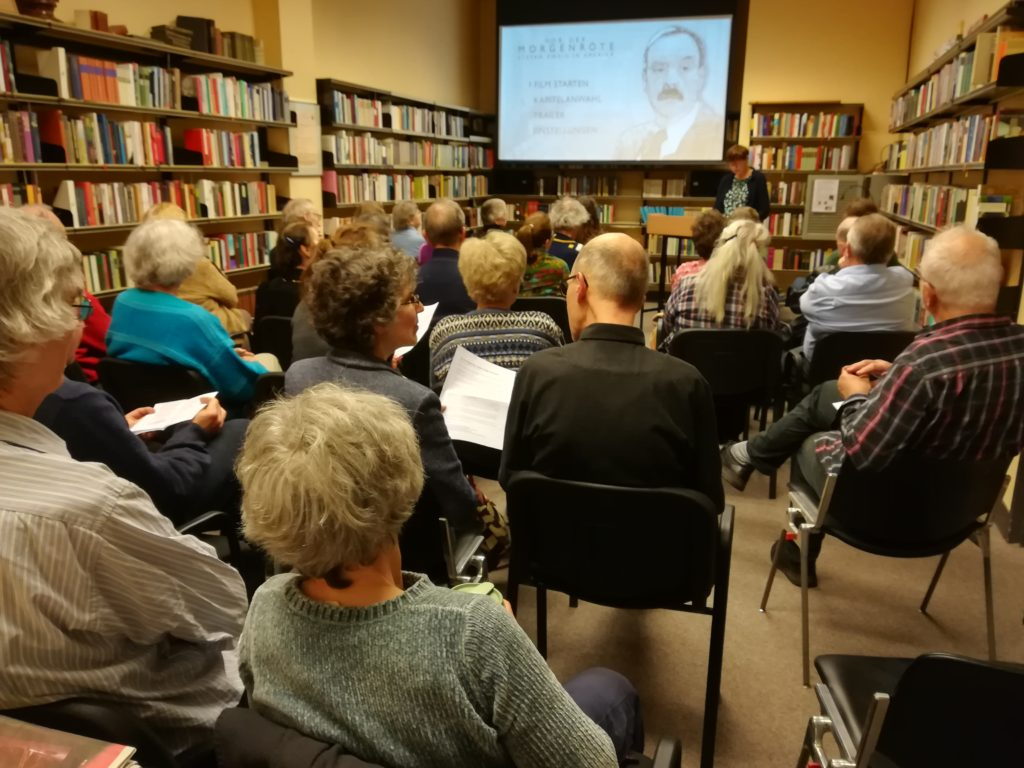
Filmabend im Kino Klub Goethe

Die Stiftung Literaturhaus – Deutsche Bibliothek Den Haag,  1953 als Deutsche Bibliothek gegründet, ist ein Literaturhaus in der niederländischen Stadt Den Haag, das sich auf deutschsprachige Literatur und deren Übersetzung spezialisiert hat. Der Medienbestand umfasst etwa 7000 Bücher, DVDs und Zeitschriften. Des Weiteren werden Autorenlesungen, Literatur- und Geschichtsvorträge, Filmabende, eine Sommerakademie, Literaturspaziergänge sowie Museums- und Ausstellungsbesuche organisiert. Außerdem werden diverse Lesecafés und ein Sprachcafé angeboten.
Im Oktober 2018 wurde das Literaturhaus um eine Nachbarschaftsbibliothek für die Bewohner des Stadtteils erweitert. Die Zeehelden Bibliotheek bietet unter anderem deutschsprachige Literatur in niederländischer Übersetzung sowie Bücher zur Geschichte Den Haags an.
Das Literaturhaus arbeitet ausschließlich mit engagierten ehrenamtlichen Mitarbeitern, die die Besucher betreuen, Bücher ausleihen und Fragen beantworten. Der Stiftungsvorstand besteht aus vier Mitgliedern.

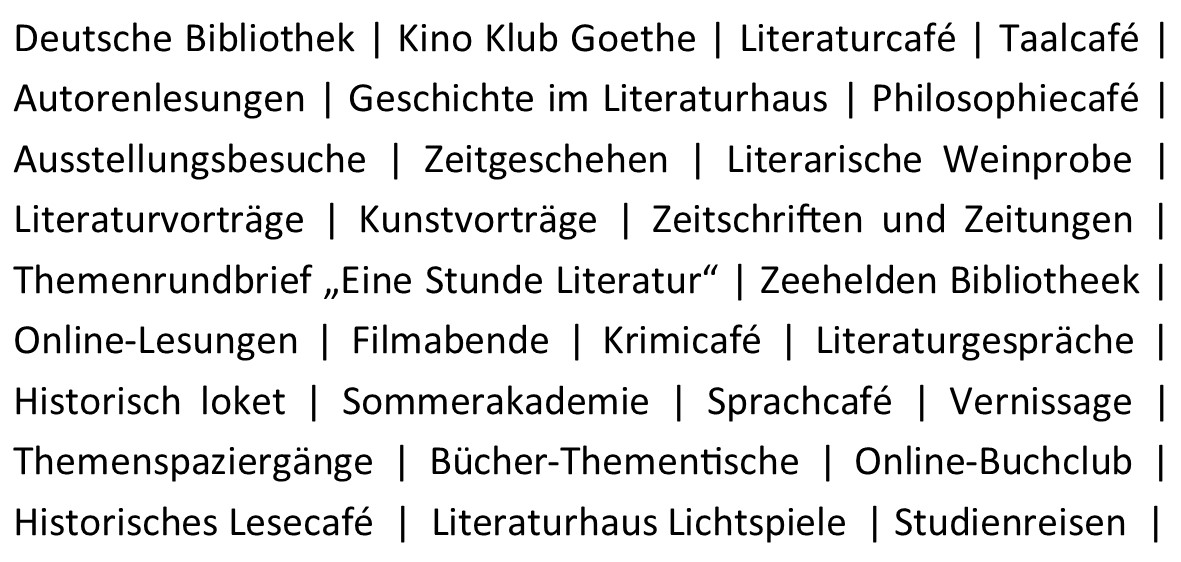
Aktivitäten des Literaturhauses Deutsche Bibliothek Den Haag

## Geschichte

### 1953 – Gründung der Deutschen Bibliothek
Die Büchersammlung der Deutschen Botschaft in Den Haag wird in das Haus des Pfarrers der deutschen protestantischen Gemeinde, Paul Kaetzke, in der Jan van Nassaustraat in Den Haag ausgelagert. Die Bücher werden regelmäßig an interessierte Leser ausgeliehen. Der Bestand der Bibliothek wird jedoch nicht aktualisiert – neue Bücher wurden selten gekauft.

### 1966 – Umzug der Deutschen Bibliothek in die Deutsche Schule
Die Bibliothek zieht in das Haus des Direktors der Deutschen Schule in der Frankenstraat um. Die Verantwortung für den Betrieb der Bibliothek übernimmt der Vorstand der "Stichting Duitse Taalkring". Im Laufe des Jahres wird die Büchersammlung am Standort Frankenstraat als "Deutsche Bibliothek Den Haag" wiedereröffnet. Der Buchbestand wächst nun pro Jahr um 150 bis 200 Bücher. Zudem werden regelmäßig Gedichtlesungen organisiert.

### 1975 – Der Deutsche Schulverein übernimmt die Verantwortung für den Betrieb der Deutschen Bibliothek / Umzug mit der Schule in die van Bleiswijkstraat
Die Verantwortung für die Deutsche Bibliothek Den Haag wird vom neu gegründeten Deutschen Schulverein übernommen und die Büchersammlung am neuen Standort der Deutschen Schule in der van Bleiswijkstraat 125 in Den Haag untergebracht. Die Räumlichkeiten sind dort jedoch sehr beengt. Zudem stellt sich heraus, dass dieser Standort nicht oder nur sehr beschränkt für literarische Veranstaltungen aller Art geeignet ist.

### 1983 – Umzug in die Prins Mauritslaan 44
Die Deutsche Bibliothek Den Haag zieht um in die Prins Mauritslaan 44. Die Bibliothek etabliert sich als eine selbstständige kulturelle Einrichtung.

### 1989 – Errichtung der Stiftung Deutsche Bibliothek Den Haag
Die positive Entwicklung der Deutschen Bibliothek führt 1989 zur Errichtung der eigenständigen Stiftung "Deutsche Bibliothek Den Haag".

### 1993 – 40-jähriges Jubiläum der Deutschen Bibliothek Den Haag
Die Deutsche Bibliothek Den Haag feiert ihren vierzigsten Geburtstag. Zugleich befindet sie sich nunmehr seit zehn Jahren an ihrem Standort in der Prins Mauritslaan 44.

### 1998 – Verschlechterung der wirtschaftlichen Situation / Einrichtung einer neuen Stiftung
Aufgrund von erheblichen Einschnitten der Bundesregierung im kulturellen Bereich werden auch alle staatlichen Subventionen für die Deutsche Bibliothek Den Haag gestoppt.
Am 3. November 1998 wird eine neue Stiftung eingerichtet. Ihr Ziel ist es, eigene Räumlichkeiten zu erwerben und zukünftig ausschließlich ehrenamtliche Mitarbeiter zu beschäftigen.

### 2000 – Kauf der neuen Räumlichkeiten in der Witte de Withstraat und Wiedereröffnung der Deutschen Bibliothek
Am 1. Februar 2000 werden die Räumlichkeiten in der Witte de Withstraat 31–33 gekauft. In den Monaten Februar und März finden die Renovierung der Räume sowie der Umzug der Deutschen Bibliothek statt.
Am 3. April wird die Bibliothek wieder für die Besucher geöffnet.
Am 16. Mai 2000 findet die feierliche Eröffnung der Deutschen Bibliothek Den Haag unter Anwesenheit des Deutschen Botschafters Eberhard von Puttkamer, der Vorsitzenden der Tweede Kamer, Jeltje van Nieuwenhoven, sowie der Botschafter Österreichs und der Schweiz statt.
Der Kauf der neuen Bibliotheksräume war nur möglich durch großzügige Sponsoren und Geldgeber: ALTANA AG, Byk Nederland B. V., Allianz Europe Ltd, Akzo Nobel Stiftung, BMW Nederland B. V., Ertsoverslagbedrijf, Herr A. Pfaeltzer, Förderkreis der Deutschen Schule Rotterdam, DaimlerChrysler Nederland B. B., Schering Nederland B. V., VEBA Oil Nederland B. V., Bayer B. V. und Wintershall Nederland B. V.

### 2003 – 50 Jahre Deutsche Bibliothek Den Haag
In seinem Grußwort spricht der Schirmherr der Deutschen Bibliothek, der deutsche Botschafter in den Niederlanden, Dr. Edmund Duckwitz, davon, „dass die Deutsche Bibliothek Den Haag von einer Regierungseinrichtung zum selbstständigen Kulturmultiplikator geworden sei“. Das ist noch heute eine gute Richtschnur für die Vision des Literaturhauses.
Der fünfzigste Geburtstag war ein wichtiger Meilenstein in der Geschichte der Deutschen Bibliothek Den Haag. Fünf Jahre zuvor hing das Schicksal dieser Kulturinstitution noch an einem seidenen Faden und ihr Fortbestehen konnte nur gesichert werden, in dem sich Vorstand, Mitarbeiter, Unterstützer und Mitglieder mit aller Kraft dafür eingesetzt haben, sie zu erhalten. Wir sind ihnen dafür noch heute zu großem Dank verpflichtet.

### 2013 – 60-jähriges Jubiläum der Deutschen Bibliothek
Der sechzigste Geburtstag der Deutschen Bibliothek Den Haag wird im Rahmen eines Neujahrsempfangs in den Räumlichkeiten in der Witte de Withstraat begangen. Die damalige Vorsitzende, Gabriele de Koning, stellt in Anwesenheit des Schirmherrn, Botschafter Franz Josef Kremp, sowie Vertretern Österreichs sowie der Schweizerischen Eidgenossenschaft die Festschrift zum Jubiläum vor. Die Festschrift enthält einen Beitrag über „Deutsche Schriftsteller in Den Haag“.
Die Vorsitzende führt weiter aus, „dass die sich verändernde Rolle der Bibliothek in Den Haag und der Wunsch nach Sprachdiversität noch mehr Zusammenarbeit der deutschsprachigen Organisationen in der Stadt und der Region erfordern“ – aus heutiger Sicht immer noch eine zeitlose Aufgabenstellung.

### 2015 – Umbenennung in Literaturhaus Deutsche Bibliothek Den Haag
Am 16. Februar 2015 erfolgt auf Beschluss des Stiftungsvorstands eine weitere wichtige Satzungsänderung in der Geschichte der Deutschen Bibliothek Den Haag: Sie wird zusätzlich zu einem Literaturhaus, so dass der Name der Stiftung fortan „Stiftung Literaturhaus Deutsche Bibliothek“ lautet. Die Ortsangabe „Den Haag“ wird aber gebräuchlicher Namensbestandteil, um eine eindeutige Zuordnung zu ihrem Standort zu ermöglichen.
Die damalige Vorsitzende, Gabriele de Koning, verspricht sich von dieser Satzungsänderung, den Namen zu modernisieren und vom etwas verstaubten Image einer Bibliothek wegzukommen. Das Literaturhaus hat diese Chance genutzt und sich zu einem interessanten Veranstaltungsort für deutschsprachige Literatur in Den Haag und seiner Umgebung entwickelt. Aber der Bestand an derzeit 7.000 Büchern ist weiterhin sowohl Basis als auch wichtige Säule der Stiftung Literaturhaus Deutsche Bibliothek Den Haag.

### 2018 – 65-jähriges Jubiläum und Erweiterung des Literaturhauses um die „Zeehelden Bibliotheek“ als Nachbarschaftsbibliothek für das Zeeheldenkwartier
Im September 2018 begeht das Literaturhaus seinen 65. Geburtstag. Gleichzeitig wird mit einem Fest die Eröffnung der Zeehelden Bibliotheek als Nachbarschaftsbibliothek für das Zeeheldenkwartier gefeiert. Die Eröffnung wird gemeinsam von Wethouder Bert van Alphen und der Koordinatorin der ZB, Carola Witte, vorgenommen. 70 Gäste feiern Geburtstag und Eröffnung unter Beteiligung der Vertretung der Österreichischen Botschaft sowie der Vorsitzenden wichtiger deutschsprachiger Kulturorganisationen. Für die musikalische Begleitung sorgt zur Begeisterung des Publikums die niederländische Musikgruppe „Die Niederlieder“.

## Die Vorstandsvorsitzenden der Stiftung seit 1989
- 1989–1998: Max Hans Würzner
- 1998–2003: Brigitte Venn
- 2003–2008: Matthias Prangel
- 2008–2009: Monique Baardman van Beers
- 2010–2016: Gabriele de Koning
- 2017–2018: Gabriela Rühling
- 2018–2021: Christian Schneider
- 2021–2023: Thomas Guirten
- seit 2023: Roswitha Bates-Schmidt

## Bisherige Gäste (Auswahl)
- Britta Böhler
- Ralf Gebhardt[4]
- Olga Grjasnowa
- Thomas Hoeps & Jac. Toes
- Andreas Hoppe
- Vea Kaiser
- Michael Köhlmeier
- Christian Kössler
- Hans Pleschinski
- Matthias Prangel
- Bruno Preisendörfer
- Jose F. Olivier
- Hanns-Josef Ortheil
- Karl-Heinz Ott
- Angelika Overath
- Kerstin Schweighöfer
- Peter Stamm
- Yoko Tamada
- Jan Costin Wagner